# Донець Оксана Петрівна
Оксана Петрівна Донець (нар. 1919, село Велика Цапівка, тепер село Цапівка Золочівського району Харківської області — ?) — українська радянська діячка, дільничний агроном Лютівської МТС Золочівського району Харківської області. Депутат Верховної Ради СРСР 3-го скликання.

## Життєпис
Народилася в бідній селянській родині. Закінчила семирічну школу, а в 1938 році — Одноробівський сільськогосподарський технікум Золочівського району Харківської області, де здобула спеціальність агронома зернових культур.
У 1938—1939 роках — дільничний агроном Кам'янського м'ясо-молочного радгоспу Новосибірського тресту радгоспів РРФСР.
У 1939—1940 роках — старший лаборант Коломацького пункту «Заготзерно» Харківської області.
У 1940—1941 роках — завідувач лабораторії Кілійського пункту «Заготзерно» Ізмаїльської області.
На початку німецько-радянської війни була евакуйована в Золочівський район Харківщини, а в жовтні 1941 року — до Воронезької області РРФСР. З літа 1942 по 1943 рік проживала на окупованій німецькими військами території Золочівського району. 
У 1943 — після 1950 року — дільничний агроном Лютівської машинно-тракторної станції (МТС) Золочівського району Харківської області.